# Wapniska (Syberia)
Wapniska – część wsi Syberia w Polsce, położona w województwie mazowieckim, w powiecie żuromińskim, w gminie Lubowidz.
W latach 1975–1998 Wapniska administracyjnie należały do województwa ciechanowskiego.